# Eurhadina exclamationis
Eurhadina exclamationis är en insektsart som beskrevs av Yang och Li 1991. Eurhadina exclamationis ingår i släktet Eurhadina och familjen dvärgstritar. Inga underarter finns listade i Catalogue of Life.